# Rotor Wolgograd

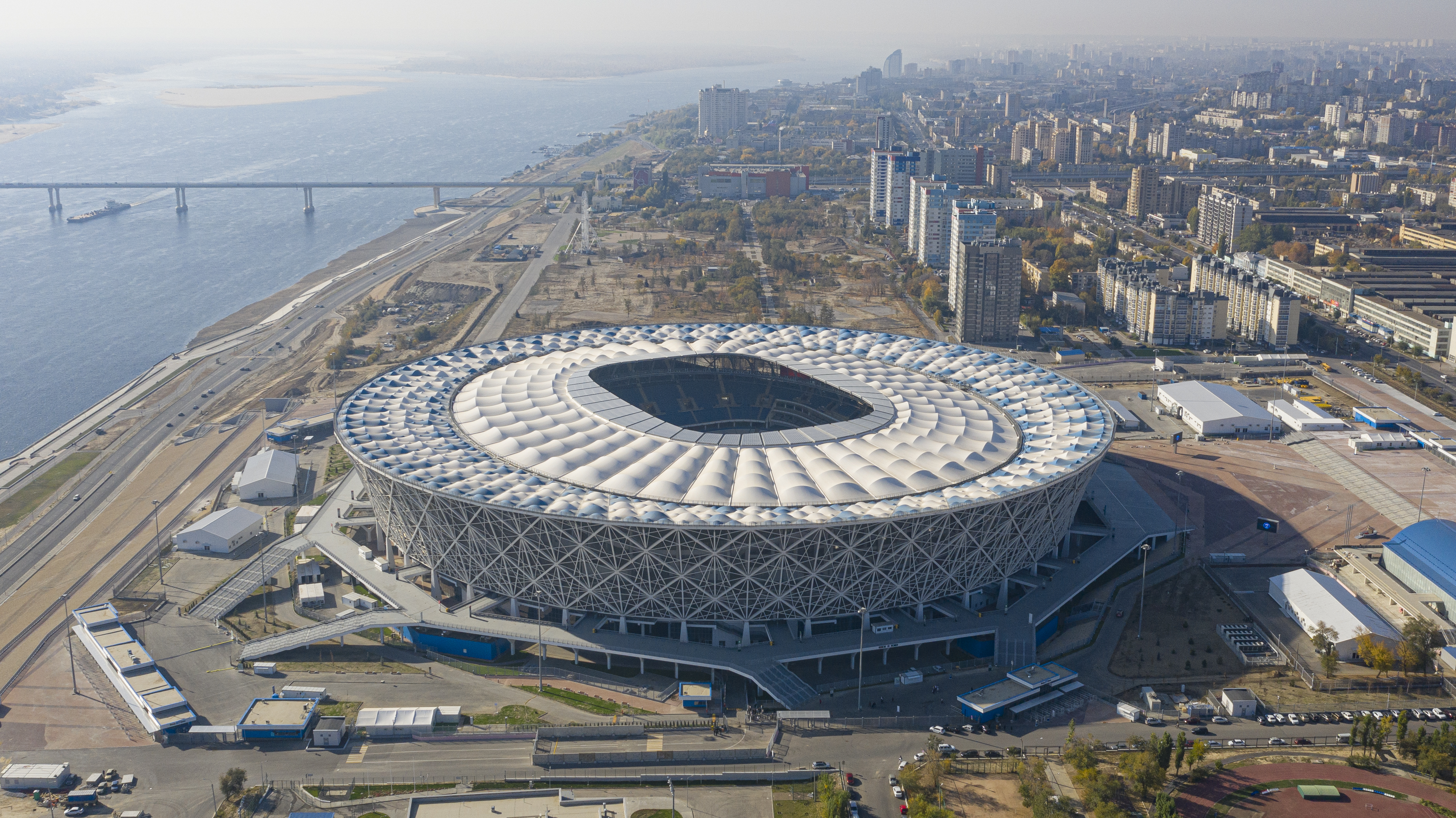
Die neue Wolgograd-Arena

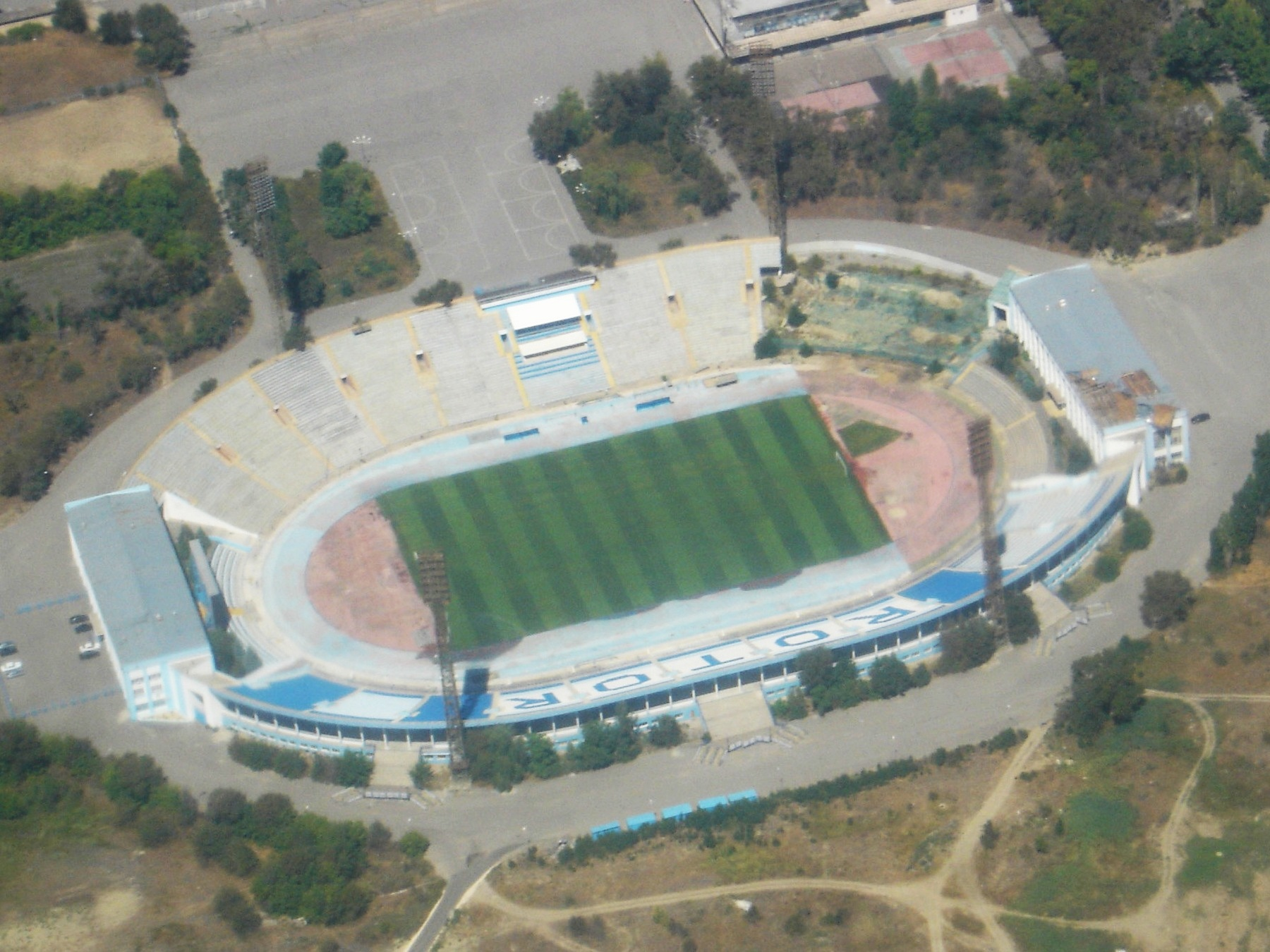
Das Zentralstadion war bis 2014 die Spielstätte von Rotor

Der SK Rotor (russisch Спортивный клуб «Ротор», wiss. Transliteration Sportivnyj klub «Rotor»), im deutschsprachigen Raum bekannt als Rotor Wolgograd, ist ein Ende der 1920er Jahre als Traktor Stalingrad (Трактор Сталинград) gegründeter russischer Fußballverein in Wolgograd, der in den 1940er Jahren und in den 1990er Jahren zu den Spitzenclubs der jeweils höchsten sowjetischen bzw. russischen Liga gehörte und zweimal russischer Vizemeister wurde.

## Geschichte

### UdSSR
Der Club wurde im Jahre 1929 von Mitgliedern der Stalingrader Traktorenwerke gegründet, nahm aber erst 1930 am ersten Wettbewerb teil, der Stadtmeisterschaft. 1937 gewann die Mannschaft die Gruppe G der zweithöchsten sowjetischen Spielklasse und steig in die Oberklasse auf. Nach einem 12. Platz 1938, wurde das Team 1939 Vierter, 1941 stand der Club auf dem zweiten Tabellenplatz als der Überfall auf die Sowjetunion begann und der Spielbetrieb suspendiert wurde. Im Frühjahr 1943 spielte die Mannschaft in der von der Schlacht von Stalingrad verwüsteten Stadt ein Freundschaftsspiel gegen Spartak Moskau, der Ligabetrieb wurde aber erst 1945 wiederaufgenommen. Traktor wurde Siebter, erreichte aber das erste und einzige Mal das Halbfinale des sowjetischen Pokals. Der 1948 in Torpedo Stalingrad (Торпедо Сталинград) umbenannte Club hielt sich den Rest der 1940er Jahre im Mittelfeld der Liga, stieg aber 1950 unglücklich durch ein Tor in der letzten Minute des letzten Spiels als Vorletzter ab.
Die folgenden Jahre waren von sportlicher Erfolglosigkeit und Namenswechseln geprägt; 1956 wurde der alte Namen Traktor wieder angenommen, in den 1960er Jahren wurde der Clubname an den neuen Namen der Stadt angepasst, ab 1972 hieß der Verein Barrikady Wolgograd (Баррикады Волгоград), 1975 schließlich nahm der Verein den heutigen Namen Rotor an. In den 1980er Jahren gelangen auch wieder bescheidene sportliche Erfolge: 1980 wurde Rotor Meister seiner Staffel der dritten sowjetischen Ligastufe, scheiterte aber noch in der Aufstiegsrunde, zudem gewann der Club die Meisterschaft der Russischen SFSR, die jedoch lediglich unter unterklassigen Vereinen ausgespielt wurde. Im Folgejahr gelang dann doch der Aufstieg in die untere der beiden UdSSR-weiten Ligen. Nachdem Rotor 1987 beinahe wieder abgestiegen wäre, wurde der Verein 1988 Vizemeister der zweiten sowjetischen Liga und kehrte nach 38 Jahren ins sowjetische Oberhaus zurück, stieg aber im übernächsten Jahr wieder ab. Insgesamt spielte Rotor elf Spielzeiten in der höchsten Liga und belegt den 24. Platz in der ewigen Bestenliste der UdSSR.

### Russland
Durch die Meisterschaft der letzten Saison der zweiten sowjetischen Liga 1991 qualifizierte sich Rotor für die nach dem Zerfall der Sowjetunion neu geschaffene russische höchste Liga; nach einem zwölften Platz in der ersten Saison, in dem sich aber das Offensivtrio Rotors Weretennikow-Niederhaus-Jessipow fand, dass den Erfolg der folgenden Jahre ermöglichte. 1993 wurde Rotor hinter dem in den 90er Jahren dominierenden Spartak Moskau Vizemeister, 1995 äußerst unglücklich Vizepokalsieger nach einem mit 7:8 verlorenen Elfmeterschießen im Endspiel gegen Dynamo Moskau, Rotor erreichte am Ende lediglich den siebten Platz der russischen Meisterschaft, Niederhaus und Werentennikow erzielten als Erster und Dritter der Torschützenliste mit 39 mehr Treffer als acht der sechzehn Erstligaclubs insgesamt 1995 gelang auch der größte internationale Erfolg, in der ersten Runde des UEFA-Pokals 95/96 traf die Mannschaft auf Manchester United, Mitte der 90er Jahre die dominierende Mannschaft der englischen Liga. Nach einem 0:0-Unentschieden in Wolgograd erkämpfte Rotor in Manchester ein 2:2 (Tore durch Weretennikow-Niederhaus) und erreichte die nächste Runde, wo jedoch das Team aus Wolgograd nach zwei Niederlagen gegen den französischen Vertreter Girondins Bordeaux ausschied. 1996 stand Rotor Wolgograd, nachdem das Team sich unter anderem gegen den FC Basel, Schachtar Donezk und den LASK durchgesetzt hatte, im Finale des UI-Cups, das die Mannschaft aber gegen den französischen Vertreter EA Guingamp verlor; in der russischen Meisterschaft gewann der Club die Bronzemedaille. In der Saison 1997 wurde die Mannschaft noch einmal Vizemeister. Nach einem vierten Platz 1998, platzierte sich der Club 1999–2003 immer im Mittelfeld um Platz 10. Während der Saison 2004 brach Rotor Wolgograd jedoch förmlich auseinander. Der Verein konnte teilweise keine Spielergehälter mehr zahlen und beendete die Saison als Sechzehnter und Letzter, eine Lizenz für die zweite Spielklasse wurde vom Verband nicht erteilt und so ging die erste Mannschaft in Konkurs. Mit bislang 13 Spielzeiten in der höchsten Spielklasse Russlands belegt Rotor den elften Platz in der Ewigen Tabelle der Premjer-Liga (Stand Ende Saison 2018/19).
Nach dem Lizenzentzug 2004 spielte der Club einige Jahre in der Süd-Staffel der 2. Division, der dritten und untersten semiprofessionellen Liga. Im Sommer 2009 wurde die finanzielle Lage des Clubs immer schwieriger, so dass Gehälter und auch Strom und Wasser nicht mehr bezahlt werden konnten, Ende Juli 2009 sperrte daher die Generalversammlung des russischen Verbandes den Verein bis zur Begleichung sämtlicher Schulden. In Reaktion darauf zog der Club die Mannschaften aus dem laufenden Spielbetrieb ab, alle weiteren Spiele der Saison wurden mit (0:3) für den Gegner gewertet. 2010 spielte die Mannschaft aus Wolgograd in der zweitklassigen 1. Division, stieg allerdings in die 2. Division ab und schaffte den sofortigen Wiederaufstieg.
2017 nach dem Gewinn der Staffelmeisterschaft Süd im drittklassigen Perwenstwo PFL konnte der erneute Aufstieg in die zweite Liga, die nun unter dem Namen Perwenstwo FNL ausgetragen wurde, gefeiert werden. In der Saison 2017/18 wäre der Verein sportlich aus dem zweitklassigen Perwenstwo FNL abgestiegen, jedoch profitierte Rotor vom Rückzug anderer Teams, wodurch es keine sportlichen Absteiger gab.

### Sportliche Erfolge
- Russische Fußballmeisterschaft
  - Vize-Meister:  1993, 1997
  - Dritter: 1996
- Russischer Fußballpokal
  - Finale: 1995
- Sowjetische Fußballmeisterschaft
  - Platz 4: 1939
- Sowjetischer Fußballpokal
  - Halbfinale: 1945
- UEFA-Pokal
  - 2. Runde: 1995/96, 1997/98
- UI-Cup
  - Finale: 1996

## Stadion
Der Verein trug seine Heimspiele bis 2014 im 32.120 Zuschauer fassenden Zentralstadion aus, das 1964 eröffnet wurde. Das alte Stadion wurde abgerissen und an gleicher Stelle eine neue Spielstätte gebaut. Im April 2018 wurde die Wolgograd-Arena mit 45.568 Plätzen eröffnet. Sie wurde für die Fußball-Weltmeisterschaft 2018 errichtet.

## Zweite Mannschaft
Die zweite Mannschaft von Rotor Wolgograd hat ebenfalls den Profistatus inne und spielt 2025 in der vierthöchsten Spielklasse 2. Liga Division B.

## Bekannte ehemalige Spieler
- Choren Bairamjan
- Sergei Pareiko
- Suriko Dawitaschwili
- Dmitri Schomko
- Ivans Lukjanovs
- Vitaliy Denisov
- Jewgeni Aldonin
- Spartak Gognijew
- Igor Ledjachow
- Roman Pawljutschenko
- Alexei Rebko
- Sergei Strukow
- Oleg Weretennikow
- Abdel Lamanje
- Andrés Ponce

## Bekannte ehemalige Trainer
- Jewhen Kutscherewskyj
- Igor Ledjachow
- Oleg Weretennikow